# پارک یادبود حیوانات خانگی لس آنجلس
پارک یادبود حیوانات خانگی لس آنجلس (انگلیسی: Los Angeles Pet Memorial Park) که پیش‌تر گورستان حیوانات خانگی لس آنجلس نام داشت، یک گورستان حیوانات خانگی است که در منطقهٔ کَلَباسِس شهرستان لس آنجلس در ایالات متحده آمریکا واقع شده‌است.

## برخی از تدفین‌های مشهور
- پیت دِ پاپ
- جیگز
- روم اِیت
- تانی، شیر
- راسل، خرگوش
- کابار - سگ خانگی رودولف والنتینو